# Albi Alla
Albi Alla (ur. 1 lutego 1993 w Pogradcu) – albański piłkarz, w 2017 roku reprezentant Albanii.

## Życiorys
W wieku 3 lat wyemigrował z rodzicami do Grecji, gdzie także ukończył studia.